# Abraham Dob Lebensohn

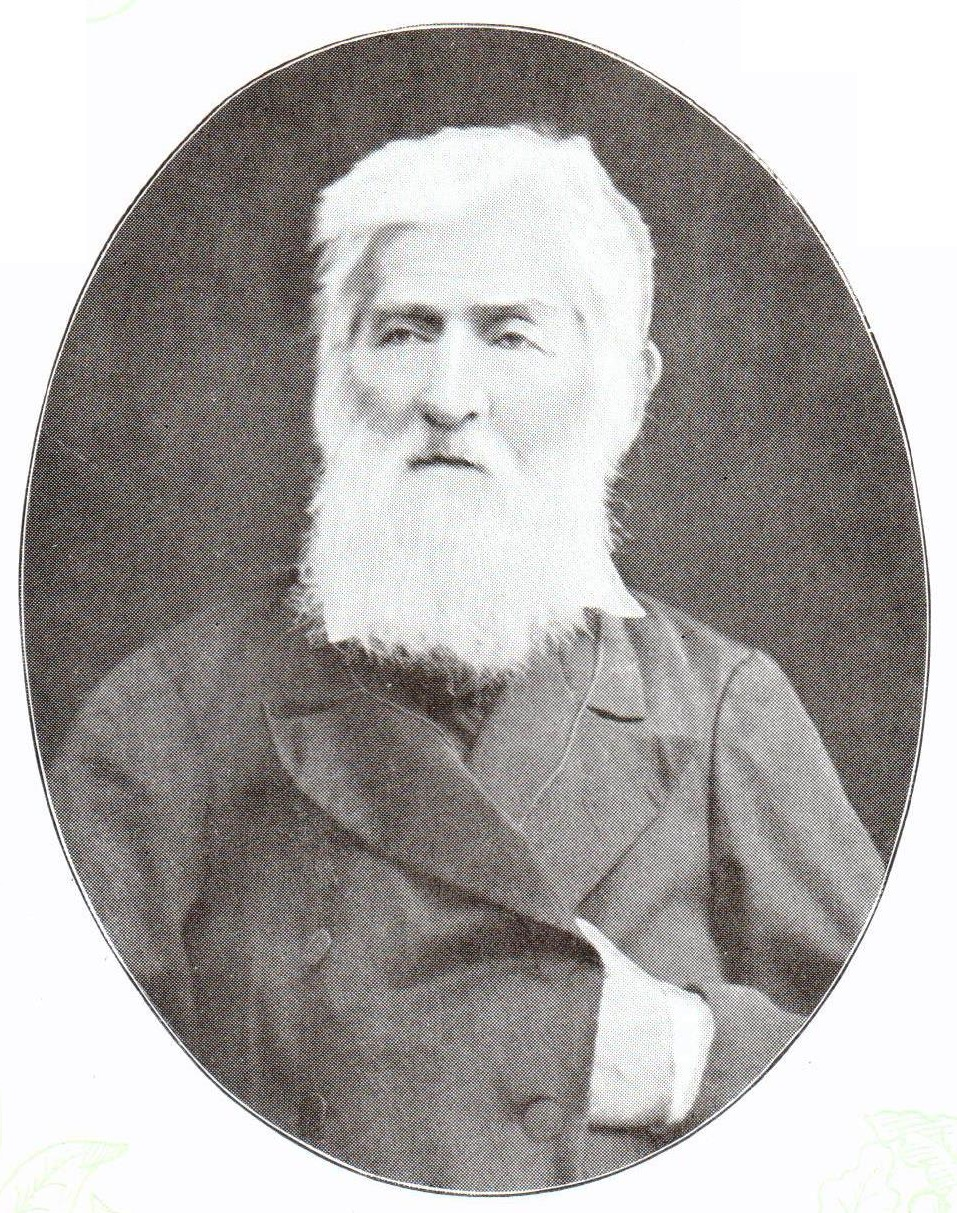
Avraham Dov Ber Lebensohn

Abraham Dob Lebensohn (auch: Abraham Dow Lebensohn oder Abraham Bär Lebensohn, nach dem Ort seiner Lehrjahre Mikalischker oder  Michaliszki genannt, daher sein Kurzname ADaM oder einfach Adam, Pseudonym Adam hakohen; * 1794 in Katloŭka in der Nähe von Wilna; † 19. November 1878 ebenda) war ein litauischer hebräischer Dichter und Grammatiker sowie Vorkämpfer der litauischen Haskala.

## Leben
Bereits mit dreizehn Jahren heiratete er und begann bald darauf eine Kaufmannstätigkeit, während er in jeder freien Minute sich mit hebräischer Dichtung befasste (u. a. mit Luzzatto und Wessely, von deren Stil er maßgeblich beeinflusst wurde). Später gab er die kaufmännische Tätigkeit auf, wurde lange Jahre ein dürftig besoldeter Melammed (Lehrer), bis er schließlich Dozent für Hebräisch, Aramäisch und Homiletik am neu gegründeten Rabbinerseminar Wilna wurde, wo er den Rest seines Lebens verbrachte.
Sein sehr jung an Tuberkulose gestorbener Sohn Micha Josef Lebensohn (Michal genannt, 1828–1852) war ebenfalls hebräischer Dichter, dessen Poesie diejenige des Vaters noch überragt.

## Ehrungen
- 13. Mai 1859 Brillantring von Alexander II.[3]

## Werke (Auswahl)
- Schire sefat kodesch. 3 Bände, Leipzig 1842, Wilna 1856, Wilna 1869
- Biurim chadaschim. (Torat ha-adam), Wilna 1858 (Erläuterungen zur Bibel)
- Mikra'e kodesch. (Bibel mit Kommentar und deutscher Übersetzung, gemeinsam mit Jehuda Behak und I. Benjakob), 17 Bände, Wilna 1848–1853
- Emet we'emuna. Wilna 1867 (allegorisches Drama)